# Пуголовка Кесслера
Пуголовка Кесслера (лат. Benthophilus kessleri) — вид лучепёрых рыб из семейства  бычковых. Эндемик Каспийского моря, распространён у восточного побережья.

## Таксономия
Видовое название — в честь русского зоолога Карла Фёдоровича Кесслера (1815—1881).

## Описание
Длина тела достигает 4,6 см. Горизонтальный диаметр глаза (17–22% длины головы) заметно больше, чем межглазничное расстояние (7–13% длины головы). Отсутствует окологлазничный ряд увеличенных костных гранул вдоль верхнего края глаза. Имеются гранулы на поверхности глазного яблока.

## Ареал и местообитание
Эндемик Каспийского моря. Морской вид. Наиболее многочисленный вид пуголовок в прибрежных водах восточной части Среднего Каспия от мыса Урдюк на юг до мыса Кули и Туркменбаши. Зарегистрирован на глубинах 24–75 м в водах с солёностью от 11 до 13‰. 